# Simonas Paukštė
Simonas Paukštė (* 17. Mai 2004) ist ein litauischer Basketballspieler.

## Werdegang
Der Sohn einer aus Jonava stammenden litauischen Familie wuchs in Delingsdorf (Kreis Stormarn) auf. Paukštė spielte in der Jugend des TSV Bargteheide, dann des Ahrensburger TSV und wechselte 2015 zum Bramfelder SV nach Hamburg. Mit Bramfeld trat er in der Jugend-Basketball-Bundesliga an, ehe er 2018 in den Nachwuchs der Hamburg Towers wechselte.
Zusätzlich wurde er dank eines Zweitspielrechts im Oktober 2020 erstmals beim SC Rist Wedel in der 2. Bundesliga ProB eingesetzt. Mit Beginn der Vorbereitung auf das Spieljahr 2022/23 wurde er in das erweiterte Bundesligaaufgebot der Hamburg Towers aufgenommen. Mitte Februar 2023 schickte Trainer Benka Barloschky Paukštė im Rahmen eines deutlichen Sieges über den FC Bayern München zu seinem ersten Einsatz in der Bundesliga aufs Feld. Es blieb sein einziger Bundesliga-Einsatz, er spielte bis 2024 vornehmlich für Wedel in der dritten Liga.
Mitte August 2024 gab Regionalligaverein TSV Bargteheide Paukštės Rückkehr bekannt.